# Condado de Armstrong (Pensilvania)
El condado de Armstrong (en inglés: Armstrong County) fundado en 1800 es uno de los 67 condados en el estado estadounidense de Pensilvania. En el 2010 el condado tenía una población de 68.941 habitantes en una densidad poblacional de 43 personas por km². La sede de condado es Gettysburg.

## Geografía
Según la Oficina del Censo, el condado tiene un área total de 1720 km² (664,1 mi²), de la cual 1691 km² (652,9 mi²) es tierra y 28 km² (10,8 mi²) (1.58%) es agua.

### Condados adyacentes
- Condado de Clarion (norte)
- Condado de Jefferson (noreste)
- Condado de Indiana (este)
- Condado de Westmoreland (sur)
- Condado de Allegheny (suroeste)
- Condado de Butler (west)
- Condado de Venango County(noroeste)

## Demografía
Según el censo de 2000, habían 72,392 personas, 29,005 hogares y 20,535 familias residiendo en la localidad. La densidad de población era de 43 hab./km². Había 32,387 viviendas con una densidad media de 19 viviendas/km². El 98.32% de los habitantes eran blancos, el 0.82% afroamericanos, el 0.09% amerindios, el 0.12% asiáticos, el 0.02% isleños del Pacífico, el 0.13% de otras razas y el 0.50% pertenecía a dos o más razas. El 0.43% de la población eran hispanos o latinos de cualquier raza.
Los ingresos medios por hogar en la localidad eran de $0 y los ingresos medios por familia eran $0. Los hombres tenían unos ingresos medios de $0 frente a los $0 para las mujeres. La renta per cápita para el condado era de $0. Alrededor del 0% de la población estaba por debajo del umbral de pobreza.

## Localidades

### Ciudades
Parker 

### Boroughs
Apollo |
Applewold |
Atwood |
Dayton |
Elderton |
Ford City |
Ford Cliff |
Freeport |
Kittanning |
Leechburg |
Manorville |
North Apollo |
Rural Valley |
South Bethlehem |
West Kittanning |
Worthington 

### Municipios
Bethel |
Boggs |
Bradys Bend |
Burrell |
Cadogan |
Cowanshannock |
East Franklin |
Gilpin |
Hovey |
Kiskiminetas |
Kittanning |
Madison |
Mahoning |
Manor |
North Buffalo |
Parks |
Perry |
Pine |
Plumcreek |
Rayburn |
Redbank |
South Bend |
South Buffalo |
Sugarcreek |
Valley |
Washington |
Wayne |
West Franklin 

### Lugares designados por el censo
Lenape Heights |
North Vandergrift-Pleasant View |
Orchard Hills |
West Hills

### Áreas no incorporadas
Schenley |
Templeton 